# Molí de Donderis
El Molí de Donderis és un antic molí hidràulic de Paterna (País Valencià). Està situat al nucli urbà de Paterna, al carrer Mestra Monforte, totalment integrat al carrer, sobre el braç de la Reial Séquia de Montcada. Dels vuit molins conservats de Paterna, és el que té una protecció menor.
És un de dels molins construïts a mitjans del segle xix després de la liberalització legislativa, juntament amb d'altres que ja no es conserven, com el Molí de les xiques. Es conserva en bon estat. El seu nom prové de la família que n'era propietària.
L'edifici, que ocupa una superfície de 180 m², es distribueix en dues plantes, amb un sostre de coberta a dues aigües de teula àrab. A la part inferior, prop de la vorera, encara es pot observar l'arc per on entrava l'aigua que feia moure la maquinària del molí.